# اتلر (سیریک)
اتلر (ترکی استانبولی: Etler) یک محله در ترکیه است که در ناحیهٔ سریک، آنتالیا واقع شده است. جمعیت این محله تا سال ۲۰۲۲ برابر با ۶۵۹ نفر بوده است.